# Dăbuleni
Dăbuleni (rumænsk udtale [dəbuˈlenʲ]) er en by i distriktet Dolj i Oltenien, Rumænien. Den blev erklæret som by i 2004 (lov nr. 83/2004). En landsby, Chiașu, er administreret af byen, der har 10.333 (2021) indbyggere.
Dăbuleni er kendt for de sandede områder omkring byen; siden 1980'erne er disse områder blevet en del af en 800 km² ørken, kendt som det Oltenske Sahara (en). Byen er det eneste sted i Europa, hvor der findes et museum, der er dedikeret til sand. Hvis den nordlige del af byen er en ørken, er den sydlige del et Donau-oversvømmelsesområde kendt som patria pepenilor eller patria lubenițelor (Melonernes moderland" eller "Vandmelonernes moderland"), hvorfra Dăbuleni-melonerne er berømte i hele Rumænien.
Dăbuleni har siden 2014 været venskabsby med Vaugneray, som ligger i Frankrig.

## Vanding i nærheden af Dăbuleni
Med vand pumpet fra Donau blev der i 1971-1975 udviklet en kunstvandingsanlæg der skabte  ca. 100 kvadratkilometer frugtbart land i det sydlige Oltenien.